# Thomas Percy (évêque de Dromore)
Pour les articles homonymes, voir Thomas Percy.
Thomas Percy (13 avril 1729, Bridgnorth, Shropshire – 30 septembre 1811), est un ecclésiastique anglais qui est écrivain et évêque de Dromore (Irlande). Ce membre du Literary Club a composé plusieurs commentaires des livres de la Bible, mais il reste comme le compilateur de plusieurs textes de l'ancien dialecte de Northumbrie, qu'il a sauvés de l'oubli.

## Biographie
Thomas Percy fit ses études à l'université d'Oxford. Il possédait déjà quelques bénéfices ecclésiastiques lorsqu'il se fit connaître comme traducteur et essayiste, en publiant en 1761 Han-Kiou-Chouan, roman traduit du chinois, 4 vol. in-12 (voir : Holwel). Cet ouvrage fut suivi, en 1762, d'un recueil de Mélanges chinois, vol. in-12, et en 1763 de cinq morceaux de poésie scaldique, traduits de l'islandais. Il publia en 1764 une traduction nouvelle du Cantique de Salomon, avec un commentaire et des notes in-8°, et l'année suivante, les Reliques d'ancienne poésie anglaise, composées de ballades héroïques et de quelques autres plus récentes du même genre ; ouvrage par lequel il est le plus généralement connu, et qui fait époque dans l'histoire de la littérature anglaise du XVIIIe siècle. Thomas Percy s'était occupé dès l'enfance de ce genre de littérature ; et c'était surtout le poète Shenstone qui l'avait encouragé à publier ce recueil. Il sauva ainsi de l'oubli quelques vestiges du génie poétique ; mais il voulut aussi suppléer aux lacunes qui se trouvaient dans des morceaux d'ailleurs précieux, et quelques pièces sont entièrement de lui. Le duc et la duchesse de Northumberland l'invitèrent à cette époque à venir résider près d'eux à titre de chapelain. Il avait aussi publié en 1764 une Clef du Nouveau Testament, in-16 ; manuel concis, composé en faveur de ceux qui se livrent à la lecture sacrée, et qui a été adopté dans les universités et souvent réimprimé. Il donna au public, en 1771, l’Ermite de Warkworth, ballade northumberlandaise en trois chants (réimprimée en 1806 en un volume in-4° avec planches gravées), ainsi qu'une traduction des Antiquités septentrionales de Mallet, avec des notes.
En 1769 il fut nommé chapelain ordinaire du roi, et doyen de Carlisle. Élevé en 1782 à l'évêché de Dromore[Lequel ?] en Irlande, il s'y distingua par l'exercice de toutes les vertus, et fut chéri des hommes de toutes les classes et de toutes les sectes. Il est mort à Dromore le 30 septembre 1811, âgé de quatre-vingt-deux ans. Il avait perdu plus ou moins perdu la vue depuis quelques années.
Ami intime de William Shenstone, de Samuel Johnson, d'Oliver Goldsmith, de Joshua Reynolds et membre du Literary Club, il fut le dernier survivant de cette illustre association d'hommes de lettres qui brillèrent au commencement du règne de George III. Les Reliques d'ancienne poésie anglaise ont été réimprimées en 1775, 3 vol. in-12 ; en 1794, en 1812, 3 vol. in-−8° ; en 1844, 3 vol. in-−8°. La première édition contient une pièce un peu libre, La femme de Bath, qui a été retranchée dans les diverses réimpressions. On a aussi de lui un Sermon précité devant les enfants du clergé lors de leur réunion anniversaire à Saint-Paul, 1769 ; des notes dans une édition du Babillard, du Spectateur, du Tuteur, etc. De superbes éditions des poèmes de Surrey et des œuvres de George Villiers (2e duc de Buckingham), qu'il avait préparées depuis longtemps, étaient près d'être terminées lorsqu'elles furent consumées dans un incendie en 1808. Comme il avait passé une grande partie de sa vie dans le monde lettré, on regrette[Qui ?] qu'il n'ait pas laissé des mémoires sur son temps, ou que quelqu'un de ses amis ne se soit pas fait son biographe. Le peu de détails qu'on lit ici est dû à J. Nichols, son parent et l'éditeur des Anecdotes littéraires de Bowyer.

## Traduction
- (en) Hau Kiou Choann, or The Pleasing History,  trad. Thomas Percy, Londres, 1761, vol. II [lire en ligne], vol. III [lire en ligne], vol. IV [lire en ligne]

## Source
« Thomas Percy (évêque de Dromore) », dans Louis-Gabriel Michaud, Biographie universelle ancienne et moderne : histoire par ordre alphabétique de la vie publique et privée de tous les hommes avec la collaboration de plus de 300 savants et littérateurs français ou étrangers, 2e édition, 1843-1865 [détail de l’édition]